# Hypatopa manus
Hypatopa manus  (лат.) — вид мелких молевидных бабочек рода Hypatopa из семейства сумрачные моли (Blastobasidae, Gelechioidea). Эндемик Коста-Рики (Центральная Америка). Длина передних крыльев от 4 до 6 мм. Окраска передних крыльев палево-коричневая с примесью коричневых чешуек; скапус усика покрыт палево-коричневыми чешуйками (с беловатыми вершинами);задние крылья и хоботок палево-коричневые; жгутик усика серый. Обладает сходством с видами Hypatopa texo и Hypatopa verax отличаясь от них деталями строения гениталий. Вид был впервые описан в 2013 году американским лепидоптерологом Дэвидом Адамски (David Adamski, Department of Entomology, Национальный музей естественной истории, Смитсоновский институт, Вашингтон). Название вида происходит от латинского слова manus (рука).